# 纲
纲（英文：class，拉丁文：classis）是生物分类法中的一个分类阶元，位于门和目之间。

## 定义
纲作为具有独特名称的生物分类级别，首先由法国植物学家约瑟夫·德图内福尔（Joseph Pitton de Tournefort）在他的著作《植物元素》（Eléments de botanique，1694年）中出现的植物分类中被引入。
就纲的定义而言，在历史上一般认为是作为包容的分类单位，其中组合了器官的独特程度 - 例如“复杂的程度”，根据它们的器官系统如何分化成不同的区域或亚器官来衡量 - 有构造上的独特的类型，也就是组织系统的一种特定布局。也就是说，每个纲的构成最终取决于生物分类学家的主观判断，通常没有明確的定义，不同的生物分类学家采取不同的立场。描述一个纲没有客观的规则，但对于众所周知的动物，可能会存有共识。
在卡尔·林奈的第一版《自然系統》（Systema Naturae）（1735年）著作中，所有三个自然的界（矿物、植物和动物）都划分到纲。只有在动物界中，林奈的纲是类似于今天使用的纲，而他的植物的纲和目从未打算代表自然群体，而是根据他的《性系统》（Systema Sexuale）提供方便的“人工的键”（a convenient "artificial key"），主要基于植物生殖器官花的排列。
在植物学中，现在纲已经很少被讨论。自1998年的APG系统首次发布以来，该系统提出了开花植物的分类，达到了目的程度，许多来源倾向于将高于目的级别视为非正式演化支。在已经指定正式级别的情况下，分类级别已经精細到非常細的程度，例如陆地植物的木賊綱（Equisitopsida），在这个纲中的主要分支已经分配给亚纲（subclasses）和总目（superorders）。
纲曾经是分类层次结构中的最高级别，直到19世纪初期喬治·居維葉的分支（embranchements），第一次称为门（Phyla），由恩斯特·海克尔引入。

## 衍生分类
和其他主要阶元一样，纲的上下可建立更高和更低的级别，以下是一些例子：
| 中文      | 中文      | 英文       | 英文       | 拉丁文       | 拉丁文       |
| 高纲      | 高纲      | Megaclass  | Megaclass  | Megaclassis  | Megaclassis  |
| 总纲/超纲 | 总纲/超纲 | Superclass | Superclass | Superclassis | Superclassis |
| 大纲      | 大纲      | Grandclass | Grandclass | Grandclassis | Grandclassis |
| 上纲      | 上纲      | Mirclass   | Mirclass   | Mirclassis   | Mirclassis   |
| 纲        | 纲        | Class      | Class      | Classis      | Classis      |
| 亚纲      | 亚纲      | Subclass   | Subclass   | Subclassis   | Subclassis   |
| 下纲      | 下纲      | Infraclass | Infraclass | Infraclassis | Infraclassis |
| 小纲      | 小纲      | Parvclass  | Parvclass  | Parvclassis  | Parvclassis  |

## 参阅
- 物种
- 二名法
- 生物分類法
- 卡尔·林奈
- 學名
- 动物分类表

## 备注
1. ↑  并非在每个分類單元都使用所有的级别。（Not all ranks are used in every taxon.）